# 154865 Stefanheutz
154865 Stefanheutz è un asteroide della fascia principale. Scoperto nel 2004, presenta un'orbita caratterizzata da un semiasse maggiore pari a 2,8482345 UA e da un'eccentricità di 0,1340814, inclinata di 15,12771° rispetto all'eclittica.